# 조지타운 (어센션섬)

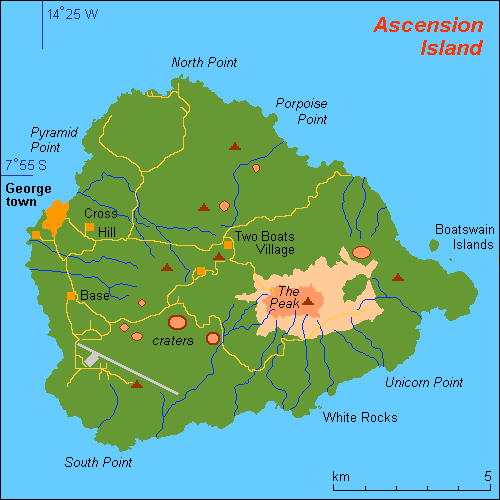
조지타운의 위치

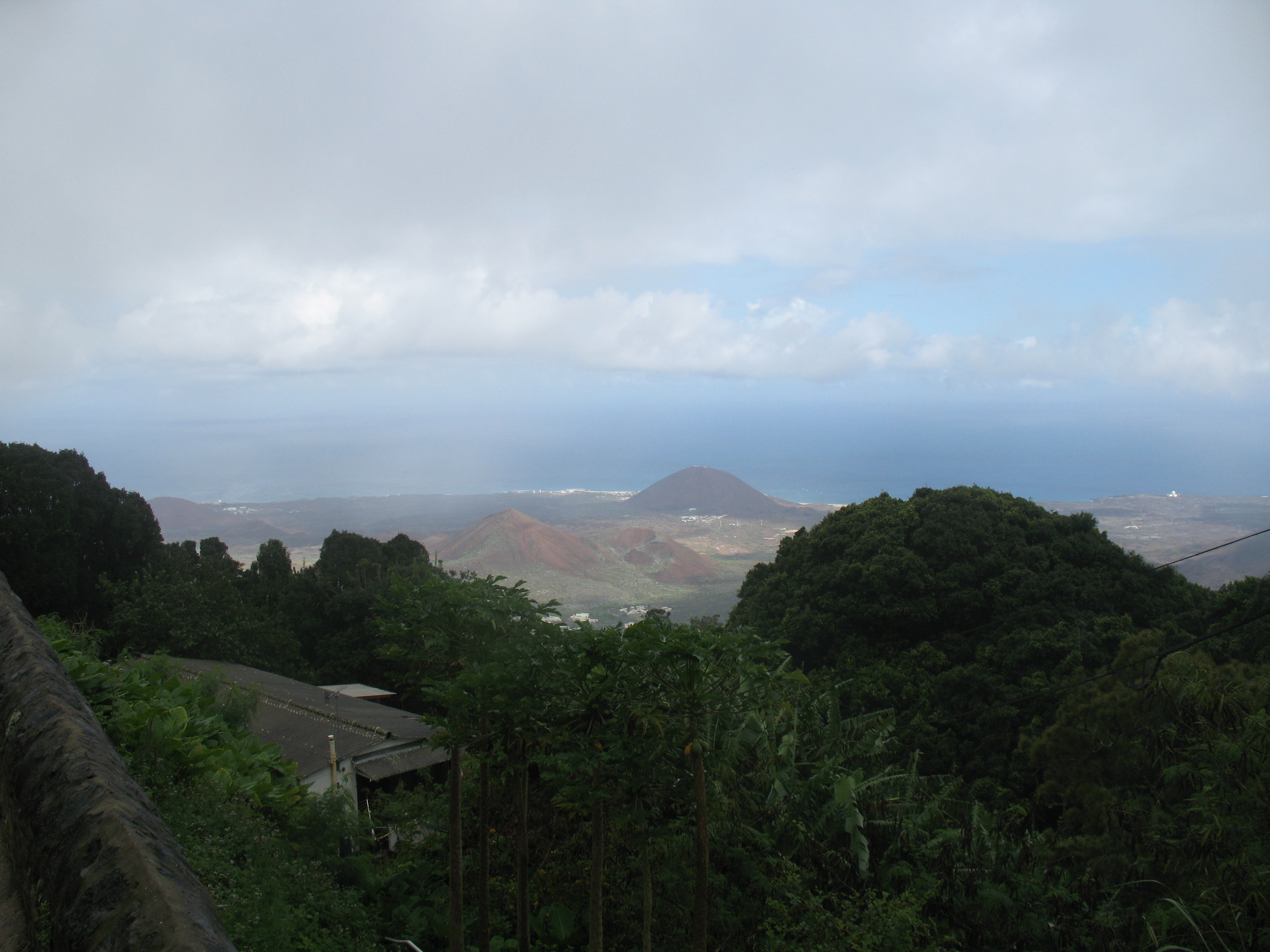
멀리 보이는 조지타운의 모습

조지타운(Georgetown)은 어센션섬의 수도이며, 섬의 서쪽상에 위치한다. 2012년 4월의 인구는 약 450명이었다. 근처 긴 해변은 자이언트 그린 거북이를 위한 중요한 알낳는 장소이다.